# لمبدان باييني
لمبدان باييني (بالفارسية: لمبدان پایینی) هي قرية تقع في Howmeh Rural District في إيران. يقدر عدد سكانها بـ 704 نسمة بحسب إحصاء 2016.